# 징동닷컴
징동상청(번체:京東商城, 간체:京东商城, 병음:Jīngdōng shāngchéng, 혹은 JD.com이나 징동닷컴)은 중화인민공화국에서 360buy를 경영하고 있던 류창동(중국어판)이 설립한 웹서비스 회사이다. 중국 베이징시 차오양 구에 본사를 세워, 같은 사의 EC사이트인 "JD.com"에서는 가전・PC・가구・의류・식품・도서 등의 상품을 인터넷으로 판매하고 있다. 2014년에 나스닥에 상장되어, 2015년 현재 중국 국내의 인터넷 쇼핑몰 시장 점유율의 56.3%를 차지하고 있다.

## 개요
징동상청의 현 CEO이 류창동이 2004년에 "징동 다매체망"을 창설하여, PC 기구의 인터넷 판매를 시작하여, 2006년에는 휴대전화나 다른 가전제품의 판매도 시작했다. 나중에, 취급하는 상품의 종류를 늘리고, 2010년에는 도서들도 취급하게 되었다. 또, 러시아, 인도, 브라질의 시장 진출도 했다.

## 같이 보기
- 타오바오
- 알리바바 그룹